# Кам'яногірська сільська рада (Жовківський район)
| Кам'яногірська сільська рада — орган місцевого самоврядування у Жовківському районі Львівської області з адміністративним центром у с. Кам'яна Гора. Історична дата утворення: в березні 1995 року. Сільській раді підпорядковані населені пункти: - с. Кам'яна Гора |

## Склад ради
Рада складається з 14 депутатів та голови.

### Керівний склад ради
| ПІБ                     | Основні відомості                                                               | Дата обрання | Дата звільнення |
| ----------------------- | ------------------------------------------------------------------------------- | ------------ | --------------- |
| Зінчук Надія Миколаївна | Сільський голова, 1959 року народження, освіта, позапартійна                    | 26.03.2006   | 31.10.2010      |
| Зінчук Надія Миколаївна | Сільський голова, 1959 року народження, освіта середня спеціальна, позапартійна | 31.10.2010   | Невідомо        |
| Надяк Ганна Михайлівна  | Сільський голова, 1967 року народження, освіта,                                 | 25.11.2015   |                 |

Примітка: таблиця складена за даними джерела